# Shinobu Hashimoto
Shinobu Hashimoto (jap. 橋本 忍 Hashimoto Shinobu; ur. 18 kwietnia 1918 w prefekturze Hyōgo, zm. 19 lipca 2018 w Tokio) – japoński reżyser, scenarzysta i producent filmowy, częsty współpracownik Akiry Kurosawy.
Zdobył około 16 nagród za swoją twórczość, w tym nagrodę Błękitnej Wstęgi. Według portalu filmowego IMDb Hashimoto jest autorem scenariuszy do siedemdziesięciu filmów, wśród najbardziej znanych na Zachodzie są: Rashōmon, Piętno śmierci, Siedmiu samurajów, Tron we krwi, Ukryta forteca.
W 2008 roku scenariusz dramatu wojennego autorstwa Hashimoto „Chcę być skorupiakiem” (jap. 私は貝になりたい Watashi wa kai ni naritai), o zbrodni wojennej oparty na powieści Tetsutaro Kato z 1959 roku, nakręcony w tym samym roku, został wyreżyserowany przez Katsuo Fukuzawę z udziałem Yukie Nakamy i Masahiro Nakai.
Hashimoto zmarł w Tokio 19 lipca 2018 na zapalenie płuc.